# 赤颈鹤
赤頸鶴（Antigone antigone）是全年生活在巴基斯坦及印度北部、尼泊爾、東南亞及澳洲昆士蘭的鳥類。牠們是非常大的鶴，平均長1.5米，生活在淡水沼澤及平原。

## 描述

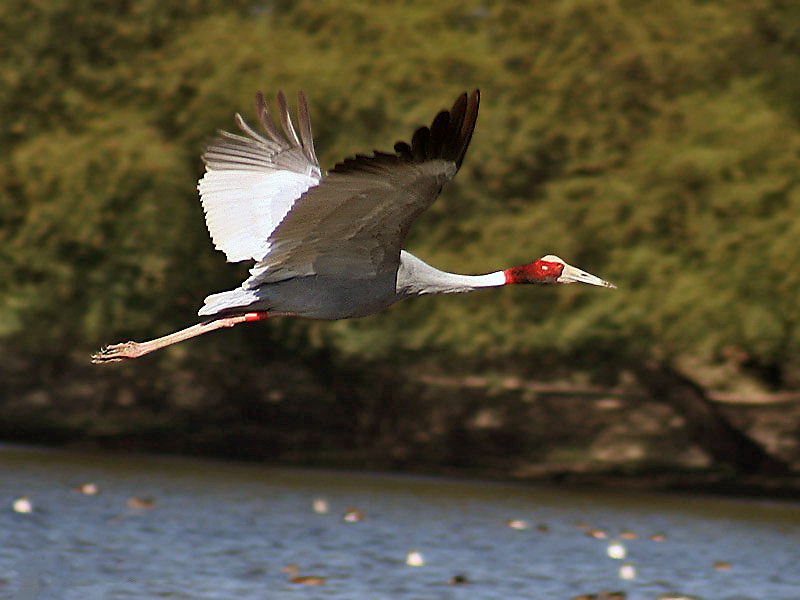
於印度珀勒德布爾的赤頸鶴。

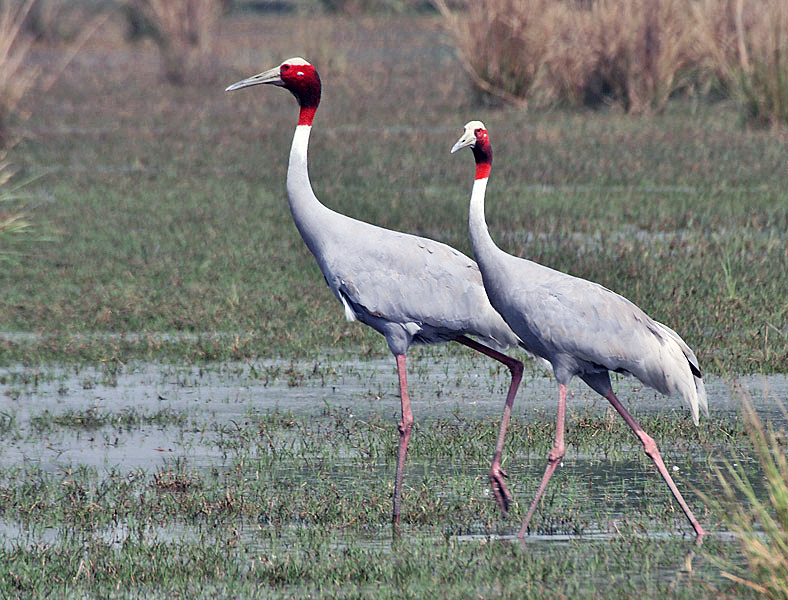
印度蘇丹布爾的赤頸鶴。

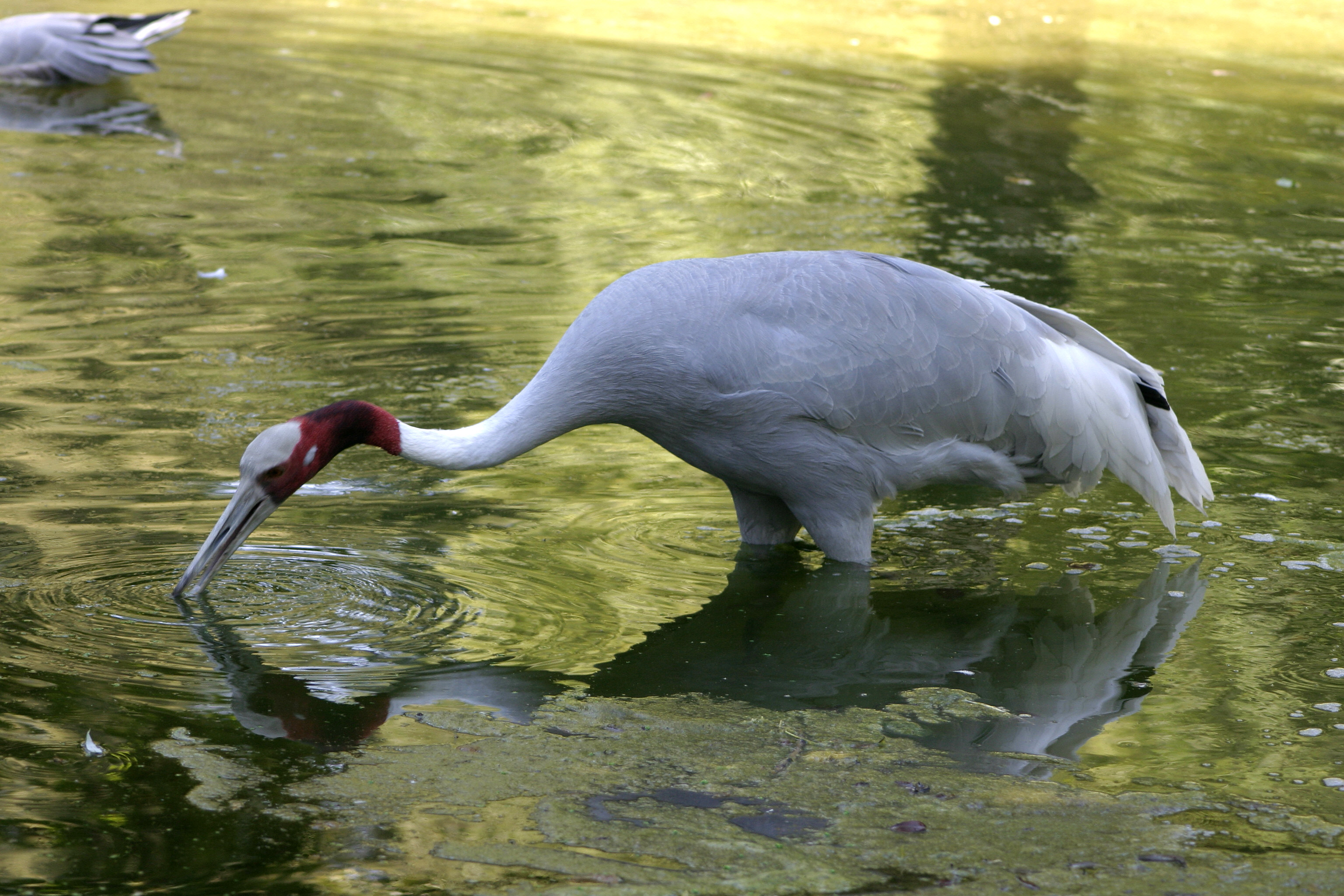
正在尋找食物的赤頸鶴。

成年赤頸鶴的身體呈灰色，紅色的頭沒有羽毛，頭上有白冠及尖長的喙。飛行時，牠們會伸直長頸，並且可以看到黑色的翼端，紅色或粉紅色的腳則在其後。雄性及雌性赤頸鶴的顏色沒有分別，但雛鳥則較深沉及褐色。一般來說雄鳥都較雌鳥大。印度赤頸鶴可以高達2米，雙翼展開闊2.5米，故牠們是世界上最大的可飛鳥類。牠們平均重7.3公斤，較丹頂鶴輕。
在澳洲，赤頸鶴很易與澳洲鶴混淆。澳洲鶴在澳洲分佈較廣，而只有頭上有紅色。

## 生態及行為
赤頸鶴一般是2-5隻成群的生活，在淺水行走時以其長喙攝食。牠們是雜食性的，吃昆蟲、水中植物及動物、甲殼類、種子及草莓、細小的脊椎動物及無脊椎動物為生。
赤頸鶴在地上築巢，每次產2-3個蛋。牠們不會遷徙，只有很短距離的分散。雄鳥及雌鳥會輪流留在巢中，主要是由雄鳥負責保護。牠們的伴侶是終生的。

## 亞種

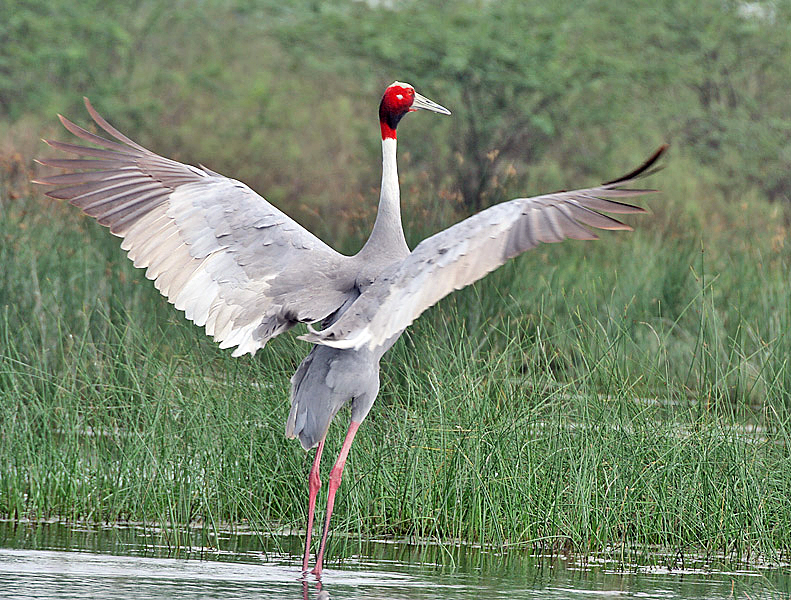
在印度法里達巴德的赤頸鶴。

現時已知有4個赤頸鶴的亞種。指名亞種即印度赤頸鶴是生活在印度次大陸，特徵是其頸上有白領及白色飛羽。其他亞種的同一位置都是灰色的，當中中南半島的南部赤頸鶴較印度赤頸鶴細小，其次是澳洲的東方赤頸鶴，而已滅絕菲律賓呂宋的呂宋赤頸鶴是最細小的。
這些形態是否正式的亞種仍被受質疑。詳細的粒線體DNA分析顯示亞洲群族有不斷的基因流動，直至20世紀才減少，澳洲群族則是35000年前的更新世晚期才出現。細胞核DNA微隨體的分析亦支持這個說法。
後者的分析指澳洲群族是同系繁殖的。由於存在了與澳洲鶴混種的可能性，估計東方赤頸鶴會於將來成為基因不同的物種。另外3個主要的群族則認為是演化顯著單位。

## 保育狀況
於2006年，野生赤頸鶴只有約2萬隻。印度群族少於1萬隻：牠們曾在巴基斯坦出現，但自1980年代末就已經絕跡了，整體上亦有減少的趨勢。澳洲群族多於5千隻，且有增加的趨勢。東南亞的亞種則因戰爭及棲息地變化而大量減少，到了20世紀中期已從大部份的棲息地消失，只有1500-2000隻仍以零散群族生活。菲律賓群族於1960年代末已經滅絕。
赤頸鶴被評為易危的狀況。意即牠們的全球數量自1980年下降了超過三分之一，估計至2010年代仍然會繼續減少。棲息地的減少、獵殺及捕捉、環境污染及疾病都是牠們生存的危害。同系繁殖的影響亦需要留意。

## 文化
赤頸鶴在印度备受尊敬，著名的蟻垤就曾咒詛一個殺死赤頸鶴的獵人，並從而寫了《羅摩衍那》。

## 媒體

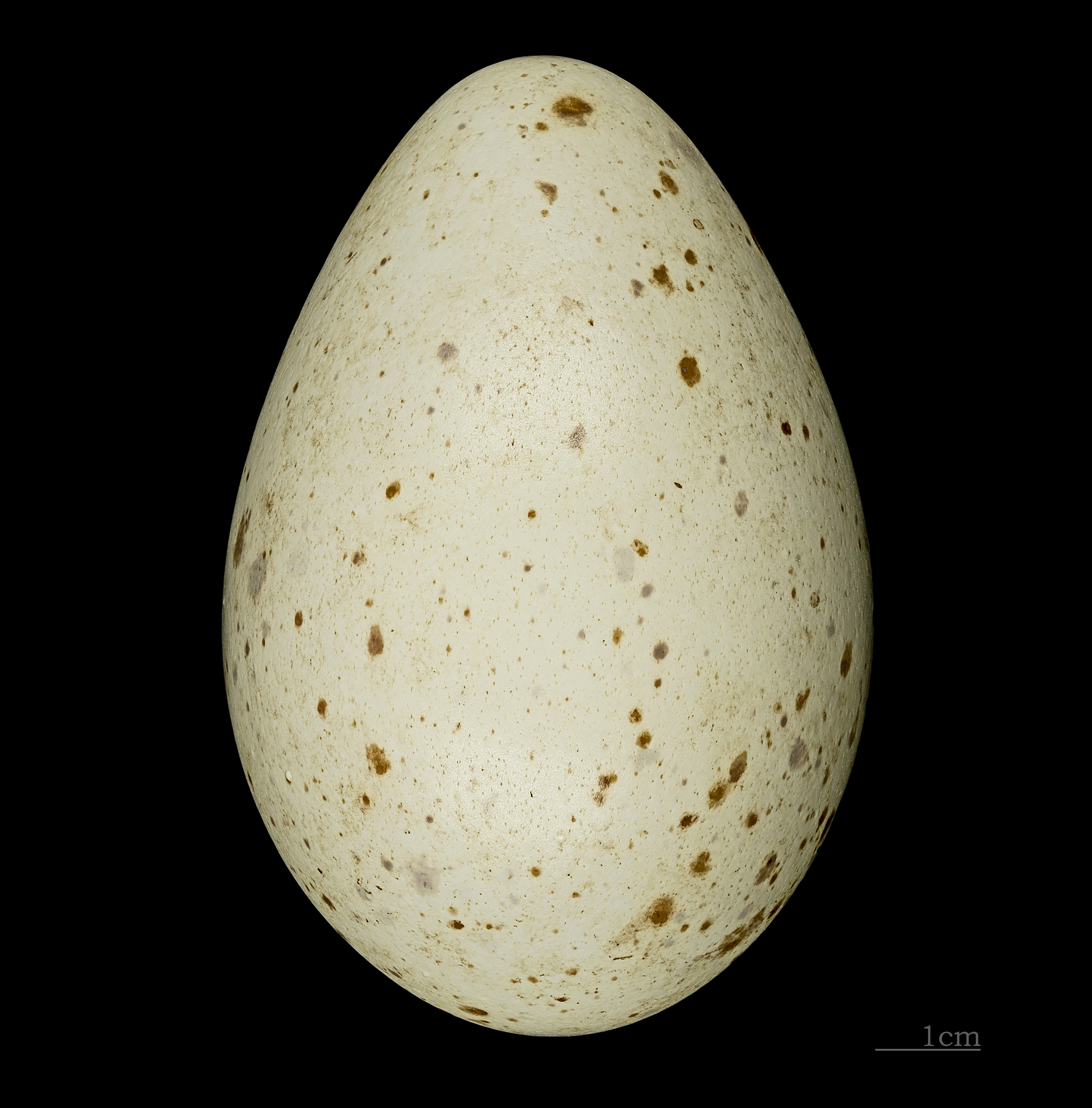
Grus antigone

| 视频圖示                     | 赤頸鶴 #1 · 赤頸鶴 #2 · \| 無法正常觀看？请参见媒体帮助 \| |
| 無法正常觀看？请参见媒体帮助 |                                                            |

## 外部連結
- International Crane Foundation: Sarus Crane, Grus antigone
- The Cranes Status Survey and Conservation Action Plan: Sarus Crane (Grus antigone)
- https://web.archive.org/web/20070628045122/http://www.ncbi.org.in/articles/currsci-dec10-2003.pdf
- http://www.cbsg.org/reports/reports/exec_sum/eastern_sarus_crane_phva.pdf （页面存档备份，存于）
- Indian Birds: Distribution and observations of Sarus cranes in the Saurashtra region of Gujarat State in India.